# Zyklon Guba
Zyklon Guba (JTWC-Bezeichnung: 02P, auch als Schwerer tropischer Zyklon Guba bekannt) war ein tropischer Wirbelsturm, der auf Papua-Neuguinea schwere Schäden anrichtete und 170 Personen tötete. Der erste benannte Sturm der australischen Zyklonsaison 2007/2008 bildete sich am 13. November und wurde durch das Tropical Cyclone Warning Centre (TCWC) in Brisbane am nächsten Tag als tropischer Zyklon klassifiziert. Durch das TCWC in Port Moresby wurde der Name Guba zugewiesen. Das System mäandrierte eine Woche lang durch die nördliche Korallensee, wobei es sich am 16. November zu einem schweren tropischen Zyklon in der Kategorie 3 der australischen Wirbelsturmskala verstärkte. Zeitweilig stellte das System eine Bedrohung für die australische Cape York Peninsula dar. Guba blieb jedoch auf See und löste sich am 20. November vollständig auf.

## Sturmverlauf
Das Tropical Cyclone Warning Centre in Brisbane begann mit der Ausgabe von Warnungen auf ein sich entwickelndes tropisches Tiefdruckgebiet am 13. November 2007, als sich dieses im Süden von Papua-Neuguinea befand. Etwa zur selben Zeit löst das JTWC einen Tropical Cyclone Formation Alert aus und nahm einige Stunden später die Ausgabe von Sturmwarnungen auf; das JTWC wies dem System die Bezeichnung Tropical Cyclone 02P zu. Das TCWC in Brisbane erklärte in der Frühe des 14. November die Gefahr eines Zyklons im Bereich der nördlichen Küste entlang der Cape York Peninsula und der ihr vorgelagerten Inseln und kurz darauf erfolgte die Aufstufung zum Tropischen Zyklon Guba. Guba triftete zwei Tage lang auf einem herumirrenden Kurs vor der Küste Queenslands und die Zyklonwarnungen wurden widerrufen, da das TCWC Brisbane eine langsame Entwicklung erwartete. Guba zog dann südwärts und intensivierte sich am 16. November zu einem schweren tropischen Zyklon in der Kategorie 3 der australischen Sturmskala. Guba war ein kleines, aber kräftiges System, das ein gut definiertes Auge ausbildete. Guba wurde nach der begonnenen Abschwächung am 17. November in die Kategorie 2 und am 18. November in die Kategorie 1 zurückgestuft. Als sich die Vorwärtsbewegung in westlicher Richtung auf Queensland zu beschleunigte, wurden die Zyklonwarnungen am 19. November wieder aufgenommen, da erwartet wurde, dass sich der Sturm bei der Annäherung an das Festland wieder intensivieren würde. Dies geschah allerdings nicht, weil Guba im Laufe des Tages nach Nordosten abdrehte. Am Morgen des 20. Novembers gab Brisbane die letzte Warnung vor dem System aus, nachdem die Intensität Gubas unter die eines tropischen Zyklons abgesunken war.

## Auswirkungen
Fluten führten in Papua-Neuguinea zum Tod von mindestens 170 Personen. In der Provinz Oro wurden infolge der Flut etwa 2000 evakuiert. Straßen, Brücken und etwa 40 Häuser wurden weggespült, da die Sturmflut in dem Gebiet etwa zwei Meter hoch stieg. In der Provinzhauptstadt Popondetta wurde die Versorgung mit Wasser und Elektrizität beschädigt; Straßen waren unterbrochen. Die nationale Fluggesellschaft des Inselstaates, Air Niugini, strich Flüge von und nach Popondetta. Der Distrikt Rabaraba in der Milne Bay Province war ebenfalls von Fluten betroffen, auch hier wurden Häuser weggespült und die Ernte wurde teilweise vernichtet. Nach Angaben der Regierung Papua-Neuguineas waren von den Fluten in der Provinz Oro etwa 145.000 Menschen betroffen. Die sechstägigen Starkregenfälle verursachten Sachschäden in Höhe von 200 Millionen Kina (71,4 Millionen USD) und waren nach Auskunft Betroffener die schlimmsten Regenfälle seit dreißig Jahren.

## Folgen
Die Regierung Papua-Neuguineas erklärt für die Provinz Oro den Notstand und stellte 50 Millionen Kina bereit. Die Papua New Guinea Defence Force und örtliche Vertreter der Vereinten Nationen assistierten bei den Hilfsmaßnahmen. Australien stellte Hilfsgüter im Wert von 1.000.000 AUD zur Verfügung. Fünf Flugzeuge der Royal Australian Air Force, drei Hubschrauber der australischen Armee und Landungsboote der Royal Australian Navy, sowie weiteres Armeepersonal Australiens nahmen an der Operation Papua New Guinea Assist teil; außerdem stellte Australien Chemikalien zur Wasseraufbereitung, Trinkwasserbehälter, Notunterkünfte, Decken und Generatoren zur Verfügung. AusAID stellte eine Mission zusammen, die bei der Beseitigung von Schäden an der Infrastruktur und Unterstützung half.

## Aufzeichnungen
Der Name tropischer Zyklone in der Korallensee wird durch das TCWC in Port Moresby zugewiesen. Der Name Guba ist ein Jungenname in Papua-Neuguinea und bedeutet 'ein Regenschwall auf der See'.
Guba war seit dem Tropischen Sturm Epi der australischen Zyklonsaison 2003/2004 der erste tropische Wirbelsturm, dem ein Name von der Namensliste der Wetterbehörde in Port Moresby zugewiesen wurde. Guba ist der erste Zyklon seit 1977, der in einem November Auswirkungen auf Queensland hat.